# 슈비야르
슈비야르 (Chevillard)는 프랑스 오베르뉴론알프 앵주의 코뮌이다. 주민 명칭은 '사보레' (Savorêts)이다.

## 지리
낭튀아 아롱디스망의 오트빌롱느 캉통에 속해 있으며, 오트뷔제 아글로메라시옹의 일원이다.
쥐라산맥에 위치한 코뮌으로, 전통적으로 산간방목업에 종사하는 마을이었다. 이곳 젖소의 우유는 콩테 치즈의 원료가 된다.

## 역사
한때 생마탱뒤프렌 코뮌의 한 촌락이었으나 1693년 별개의 코뮌으로 분리된 뒤 지금까지 이어져 오고 있다.

## 인구
| 연도 | 인구 | ±%    |
| ---- | ---- | ----- |
| 2005 | 173  | —     |
| 2006 | 180  | +4.0% |
| 2007 | 181  | +0.6% |
| 2008 | 174  | −3.9% |
| 2009 | 168  | −3.4% |
| 2010 | 162  | −3.6% |
| 2011 | 160  | −1.2% |
| 2012 | 160  | +0.0% |
| 2013 | 159  | −0.6% |
| 2014 | 157  | −1.3% |
| 2015 | 156  | −0.6% |
| 2016 | 153  | −1.9% |

## 같이 보기
- 앵주의 코뮌 목록